# Pythagoraszahl
Die Pythagoraszahl eines Körpers {\displaystyle F} ist definiert als das kleinste {\displaystyle p(F)\in \mathbb {N} }, so dass sich jede endliche Summe von Quadraten in {\displaystyle F} schon als Summe von {\displaystyle p(F)} Quadraten schreiben lässt.

## Definition
Für einen Körper {\displaystyle F} sei
{\displaystyle \sum F^{2}:=\left\{\sum _{i=1}^{n}a_{i}^{2}\;{\Big |}\;n\in \mathbb {N} ,a_{1},\ldots ,a_{n}\in F{\text{ und }}\sum _{i=1}^{n}a_{i}^{2}\neq 0\right\}}
die Menge der endlichen Quadratsummen, die ungleich Null sind.
Mit
{\displaystyle \sum ^{k}F^{2}:=\left\{\sum _{i=1}^{n}a_{i}^{2}\;{\Big |}\;n\leq k,a_{1},\ldots ,a_{n}\in F{\text{ und }}\sum _{i=1}^{n}a_{i}^{2}\neq 0\right\}}
bezeichnen wir die Menge der Quadratsummen in {\displaystyle F}, die höchstens Länge {\displaystyle k} haben.
Offensichtlich gilt {\displaystyle \textstyle \sum ^{k}F^{2}\subseteq \sum F^{2}} für alle {\displaystyle k\in \mathbb {N} }.
Unklar ist dagegen, ob immer ein {\displaystyle k\in \mathbb {N} } existiert, so dass {\displaystyle \textstyle \sum ^{k}F^{2}=\sum F^{2}}.
Als Pythagoraszahl von {\displaystyle F} bezeichnen wir die folgende Größe:
{\displaystyle p(F):=\min \left\{k\in \mathbb {N} \cup \{\infty \}\;{\Big |}\;\sum ^{k}F^{2}=\sum F^{2}\right\}}
wobei {\displaystyle p(F)=\infty } genau dann, wenn {\displaystyle \textstyle \sum ^{k}F^{2}\varsubsetneq \sum F^{2}} für alle {\displaystyle k\in \mathbb {N} } gilt. Es ist stets {\displaystyle p(F)\geq 1}.

## Die Pythagoraszahl einiger Zahlenkörper
1. Nach dem Satz des Pythagoras gibt es für {\displaystyle a_{1},\ldots ,a_{n}\in \mathbb {R} } ein {\displaystyle b\in \mathbb {R} }, so dass {\displaystyle a_{1}^{2}+\ldots +a_{n}^{2}=b^{2}}. Damit ist die Pythagoraszahl der reellen Zahlen {\displaystyle p(\mathbb {R} )=1}. Anders ausgedrückt: Man kann aus jeder Quadratsumme in {\displaystyle \mathbb {R} } die Wurzel ziehen. Es ist wahrscheinlich, dass die Pythagoraszahl ihren Namen aus dieser Überlegung herleitet.
2. Die Pythagoraszahl der komplexen Zahlen {\displaystyle p(\mathbb {C} )=1}.
3. Nach dem Satz von Euler-Lagrange ist die Pythagoraszahl der rationalen Zahlen {\displaystyle p(\mathbb {Q} )=4}, d. h. jede Summe von Quadraten rationaler Zahlen lässt sich schon als Summe von höchstens vier Quadraten schreiben.

## Weitere Beispiele und Beweise
Satz Falls {\displaystyle F} nicht-reeller Körper ist, (das heißt {\displaystyle -1\in \sum F^{2}},) lässt sich die Pythagoraszahl von {\displaystyle F} abschätzen durch die Stufe {\displaystyle s(F)} von {\displaystyle F}:
{\displaystyle s(F)\leq p(F)\leq s(F)+1}
Beweis: Siehe  Satz (Pythagoraszahl nicht-reeller Körper)
Falls {\displaystyle F} ein nicht-reeller Körper mit positiver Charakteristik ist, gilt ein Lemma aus dem Buch Squares von A. R. Rajwade, nach dem für einen beliebigen Körper {\displaystyle F} mit {\displaystyle {\text{char}}(F)>0} gilt, dass {\displaystyle s(F)\leq 2} (zum Beweis vgl. Stufe).
Damit gilt für alle nicht-reellen Körper mit positiver Charakteristik, dass {\displaystyle p(F)\leq 3}.
Ganz exakt kann man im Fall {\displaystyle F=\mathbb {F} _{q}} werden, wo {\displaystyle q} eine ungerade Primpotenz ist. Es gilt:
Satz {\displaystyle p(\mathbb {F} _{q})=2} für alle {\displaystyle q=p^{n}} wo {\displaystyle p>2} prim und {\displaystyle n>0} ist.
Beweis: Siehe  Satz (Pythagoraszahl von Körpern mit Charakteristik einer Primpotenz)

## Die Pythagoraszahl bei Körpererweiterungen der rationalen Zahlen
Sei {\displaystyle F/\mathbb {Q} } eine endlich erzeugte Körpererweiterung über den rationalen Zahlen, sei weiter {\displaystyle d={\text{trdeg}}(F)} der Transzendenzgrad von {\displaystyle F} über {\displaystyle \mathbb {Q} }.
Unter Verwendung der Milnorschen Vermutung (vgl. K-Theorie: Milnorvermutung), die von Wladimir Wojewodski bewiesen wurde, lässt sich zeigen, dass {\displaystyle p(F)\leq 2^{d+2}} für alle {\displaystyle d} gilt.
Wegen {\displaystyle p(\mathbb {Q} )=4} ist diese Abschätzung scharf für {\displaystyle d=0}.
Für {\displaystyle d=1} wurde bisher {\displaystyle p(F)\leq 6} gezeigt. Vermutlich gilt aber sogar {\displaystyle p(F)\leq 5}, was dann wegen {\displaystyle p(\mathbb {Q} (t))=5} eine scharfe Abschätzung wäre.
Eine ausführliche Darstellung des Beweises von {\displaystyle p(F)\leq 2^{d+2}} findet sich in der Arbeit Über die Pythagoraszahl von Funktionenkörpern, s. u.